# Columbia Encyclopedia

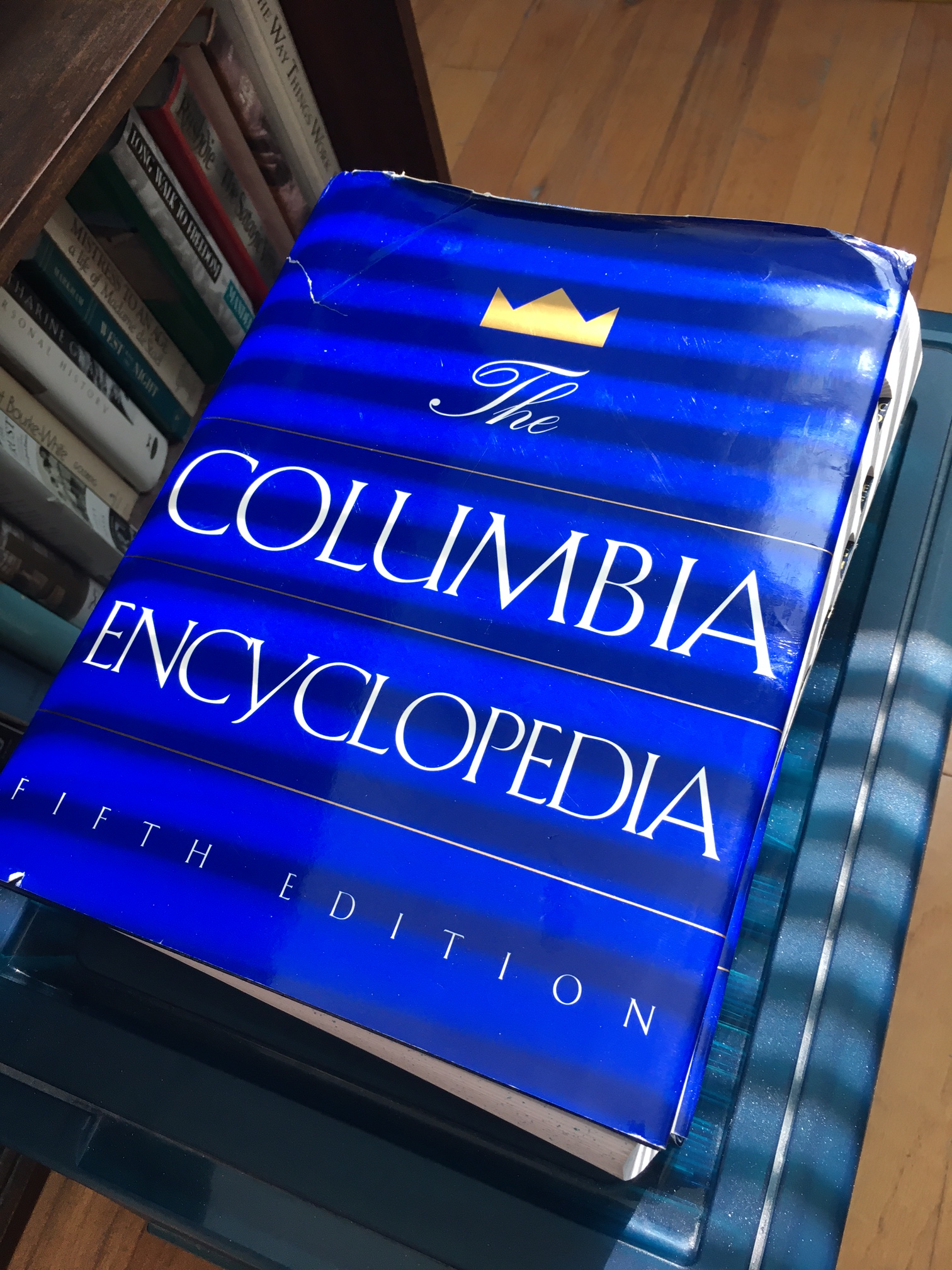
Columbia Encyclopedia

A Columbia Encyclopedia é uma enciclopédia de um volume  produzida pela Columbia University Press e na última edição, vendida pelo Gale Group. Publicada pela primeira vez em 1935, e continuando sua relação com a Universidade de Columbia, a enciclopédia sofreu grandes revisões em 1950 e 1963;  a edição atual é a sexta, impressa em 2000. Contém mais de 51 000 artigos totalizando cerca de 6,5 milhões de palavras e também foi publicado em dois volumes.
Uma versão eletrônica da enciclopédia está disponível, e a Columbia Encyclopedia é licenciada por várias empresas diferentes para uso na Internet.